# Іздебник (Підкарпатське воєводство)
Іздебник — присілок села Тшенсувка в Польщі, що перебуває у Підкарпатському воєводстві, у Кольбушовськім повіті, у ґміна Цмоляс (пол. Cmolas).
У 1975—1998 роках село належало до Ряшівського воєводства.
| Підкарпатське воєводство | Це незавершена стаття про Підкарпатське воєводство. Ви можете допомогти проєкту, виправивши або дописавши її. |